# داء المقوسات
داء المقوسات (بالإنجليزية: Toxoplasmosis)‏، إصابة بعدوى سببها طفيلي من الأوالي (البدائيات) ينتقل من الحيوانات المصابة (مثل القط) إلى البشر، وإذا التُقط من قِبل امرأة حامل يمكن أن تؤدي إلى ضرر بالغ للجنين، حيث قد تتطور عنده حالة صغر الرأس في إطار داء المقوسات الخلقي.
ينتشر عن طريق التلوث ببراز القطط المصابة به، وقد تكون الإصابة به عن طريق تلوث خضار ببراز القط أو الحيوان ثم يأكل الإنسان الخضار من دون غسيل كاف .

## العامل الممرض
الميكروب هو من صنف البدائيات وقد اكتشف في عام 1908 في تونس من قبل العالم نيكول ويمكن أن تكون الإصابة بهذا المرض مزمنة، حيث أن الحويصلة تظل كامنة في الخلايا لعدة سنوات، وغير معلوم هل أن ضعف المناعة أو الإصابة بأي نوع من أنواع العدوى تكون السبب في تغير الحويصلة إلى جسم معدي يصيب الخلايا ويحدث المرض.
هو مرض ينتج عن الإصابة بطفيلي أحادي الخلية يسمى المقوسة القندية (أو الغوندية)، يتميز المقوسات بقدرتها على الحركة السريعة والنشيطة واختراق أعضاء جسم الشخص المصاب، حيث تتكاثر في داخل الانسجة والأعضاء المختلفة.

## طرق الانتقال
ولايوجد سن معين للإصابة وهناك نساء فوق الخمسين تصاب بهذا المرض ولكن لاتشعر به لعدم وجود عوارض مميزة والتركيز على الام الحامل في الشهر الأول والثاني من اجل ايصال النسبة إلى الصفر وهي الشفاء التام وهناك حالات خاصة يعود المرض مجددا للمصابة لانها لم تأخذ العلاج بشكل صحيح أو مضادتها ضعيفة وهذا لايؤثر على المراة الحامل حيث يمكن أخذ العلاج أثناء الحمل من اجل انقاذ الجنين
من أخطر الطرق للإصابة بهذا المرض هي انتقاله عن طريق المشيمة إلى الجنين، وتكمن الخطورة في الشهور الأولى من عمر الحمل، مع إن انتقاله في الأشهر الأخرى يعد أكثر بكثير ونسبة انتقاله عن طريق المشيمة تصل إلى 45%، و60% من هذه الإصابة لا توجد بها أية أعراض، وفي 9% تؤدي إلى وفاة الجنين، وفي 30% تحدث تشوهات خلقية للجنين كثيرة ومنها كاستسقاء الدماغ وزيادة السائل المحيط بالمخ.
المرض لاينتقل عن طريق الاتصال الجنسي.
كما أنه أيضاً يحدث تغيرات في الشبكية والتي تؤدي إلى العمى، وكذلك التخلف العقلي والصرع، ففي أمريكا تصل نسبة حدوث المرض إلى 20%، أي من 400 إلى 4000 حالة سنوياً. ولذا فمن المهم جداً أثناء فترة الحمل عدم التعامل مع فضلات القطط، كما يتم التخلص من فضلاتها في أسرع وقت ممكن، كما ينصح للمرأة الحامل باستعمال واقي لليدين (قفازات) للوقاية من الإصابة بالعدوى، أو أن يقوم شخص آخر بالتعامل مع فضلات القطط كل يومين قبل أن تتغير الحويصلة في التربة وتؤدي إلى الإصابة بالعدوى.
أيضاً فإن هذا الطفيلي لايصيب الإنسان فقط، فهو يسبب العدوى للماشية أيضاَ وتؤدي إلى حالات إجهاض في الماشية. وللحد من انتشار المرض عن طريق اللحوم، ينصح بتجميدها إلى درجة -14مْ لمدة بضع ساعات قبل الطبخ، حيث أن هذا التجميد يؤدي إلى قتل الحويصلات، أيضاً ينصح بطهو اللحم جيدا ً، كذلك يتم غسيل الفواكه والخضراوات جيداً وغسل الأدوات المستعملة في تقطيع اللحم.

## أعراض الإصابة عند الإنسان
قد يؤثر هذا الطفيلي في الإنسان على العديد من أعضاء الجسم المختلفة مسببا العديد من الأعراض المختلفة، عادة تشمل الجهاز التنفسي وقد تسبب الالتهاب الرئوي، والأعراض المعتادة هي تشبه أعراض الأنفلونزا الخفيفة التي تستمر أياما قليلة، وتشفى أغلب الناس منه بشكل عادي وحتى رغم استشارة الطبيب، قد يشخص المرض بادئ ذي بدء كالأنفلونزا إلا إذا أجريت اختبارات الدم.
- عادة لا تظهر أعراض على الأشخاص المصابين بالتوكسوبلازما أو داء المقوسات حيث يستطيع الجهاز المناعي السيطرة على الطفيل وإحجامه من إظهار أي أعراض مرضية ولكن قد تحدث بعض الأعراض البسيطة والشبيهة بأعراض الأنفلونزا أو البرد وقد تستمرلأسابيع أو شهر ثم تختفي الأعراض تماما، وعلى الرغم من أن الطفيل يبقى في جسم الشخص المصاب إلا أنه يظل خاملا ولا ينشط إلا في حالة أصبح هذا الشخص يعاني من إنتكاس في المناعة.[3]

- انتقال الإصابة من الأم إلي الجنين: إذا أصيبت الأم قبل الحمل بفترة طويلة فلا يوجد خطر على الجنين فلأم قد كونت أجسام مناعية ضد الطفيل تحميها وتحمي الجنين ولكن إذا إصيبت الأم مباشرة قبل الحمل فالوضع يصبح أكثر خطورة على الجنين خاصة في شهور الحمل الأولى فقد يحدث إجهاض أو ولادة مبكرة وإذا إكتمل الحمل فقد يحدث بعض الشوهات الجنينية مثل كبر أو صغر حجم الرأس عن الحجم الطبيعي، أما إذا حدثت الإصابة في الشهور المتأخرة من الحمل وقبل الولادة مباشرة فالجنين قد يولد دون أي أعراض مرضية ولكن في مرحلة لاحقة من العمر قد يعاني من فقدان البصر أو إعاقة ذهنية أونوبات صرعية.[4]
- الأشخاص المصابون بأمراض مناعية مثل الأيدز تكون أعراض أكثر حدة وتطورا مثل ارتفاع في درجة الحرارة، الصداع، الغثيان، وضعف الاتزان.

## أعراض الإصابة عند القطط
في أغلب الأحيان لا تظهر أعراض على القطة المصابة وتستطيع مناعتها التغلب على الطفيل ولكن قد تظهر بعض الأعراض مثل إرتفاع درجة الحرارة، فقد الشهية، ضبق في التنفس، فقدان في الوزن، إسهال، إلتهاب قزحية العين وإلتهاب البنكرياس. يمكن أن تنتقل الإصابة من القطط الأم إلي الأجنة عن طريق المشيمة وتؤدي الي إصابة القطط الصغيرة بإلتهاب الكبد، الإلتهاب الرئوي، الإستسقاء، الخمول وضيق التنفس. 

## دورة حياة الطفيلي

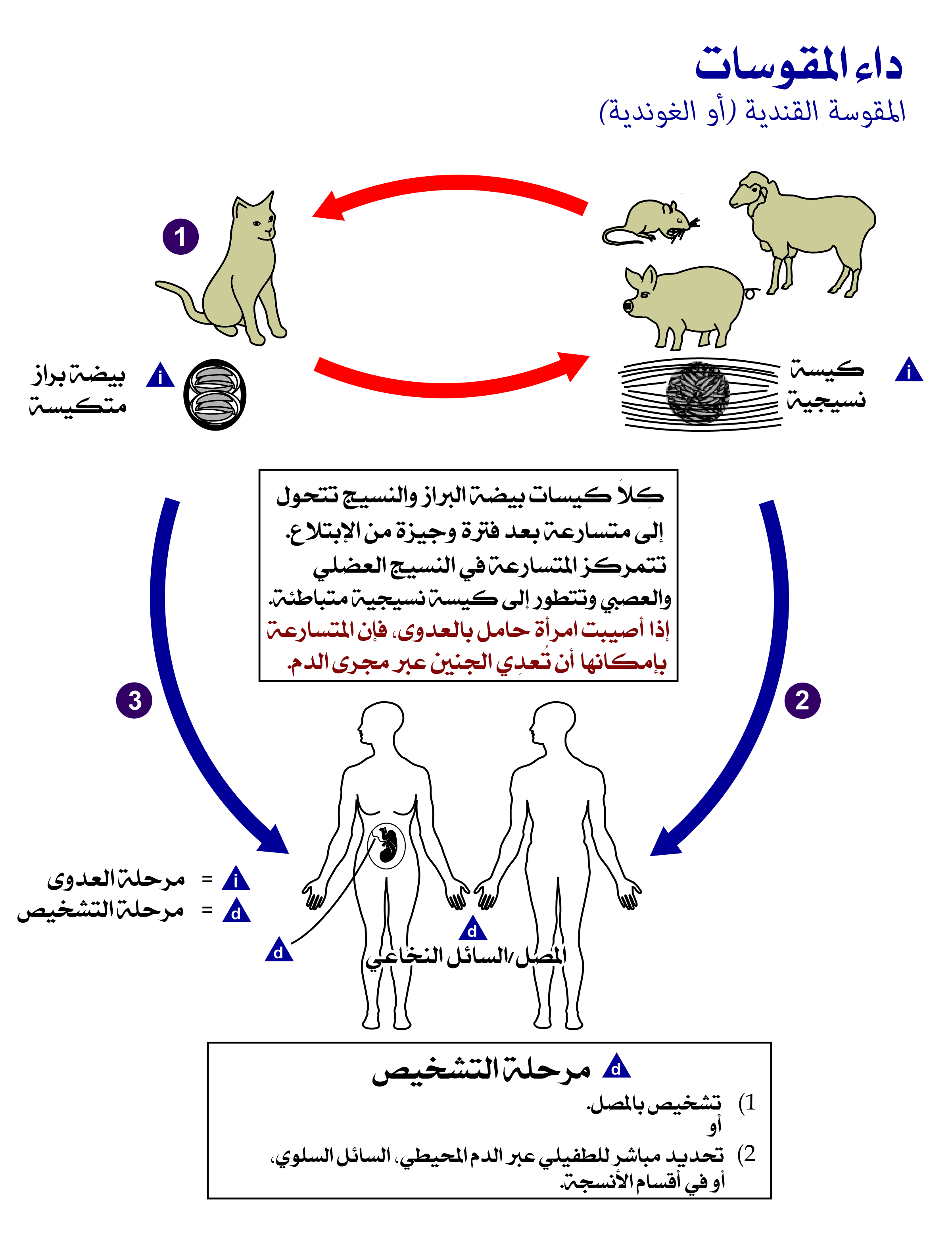
دورة حياة الطفيلي.

يعتبر التوكسوبلازما من الأمراض الطفيلية التي لديها حياة معقدة، حيث أن التكاثر يحدث في القطط، ولذلك سمي بمرض القطط، لكن لا يعني ان القطط هي مسببة هذا المرض.
ودورة التكاثر في القطط تستغرق من 3-5 أيام، وفي أحيان كثيرة تعتبر الإصابة بهذا المرض في الإنسان غير محسوسة، ونسبة حدوث المرض تصل إلى 13% في العالم، ولا ينتقل المرض عن طريق التعامل مع فضلات القطط فقط ولكن أيضا ًأكل اللحم غير مكتمل الطهو، والإكثار من أكل اللحوم المشوية النيئة، وكذلك الفواكه والخضروات غير المغسولة جيداً، أو تكون مزروعة في تربة يتواجد فيها الطفيلي، كما أن المريض ضعيف المناعة يمكن أن يصاب بهذا المرض وخاصة الذي أجري له زرع أي من الأعضاء، أو مريض الإيدز. وأعراض الإصابة بهذا المرض تكون على هيئة ارتفاع في درجة الحرارة، إصابة الغدد اللمفأوية والذي قد يوحي بالإحساس بأعراض الأنفلونزا.
تنقسم دورة حياة الطفيل الي جزئين تكاثر لاجنسي يحدث في العائل الوسيط للطفيل مثل الفئران، الطيور، الإغنام، الخنازير، الثدييات الأخرى والإنسان، وتكاثر جنسي يحدث بداخل العائل الأساسي للطفيل وهو العائلة القطية مثل القطط المستأنسة. 
- تخرج بيوض الطفيل الغير متحوصلة مع براز القطط المصابة، تستغرق البيوض من 1-5 أيام في البيئة لكي تتحوصل وتتحول الي الطور المعدي للطفيل استعدادا لإصابة العائل الوسيط، تحدث إصابة العائل الوسيط عن طريق تناول المياه أو النباتات أو التربة الملوثة بالطور المعدي، يحدث التكاثر اللاجنسي بداخل العائل الوسيط حيث تتحول البيوض المتحوصلة الي طور أخر يسمي بالسوارع tachyzoites  والتي تنتشر في جميع انحاء الجسم وتكون تكيسات في الأنسجة العضلية والعصبية. وفي حالة الإنسان تحدث التكيسات في العضلات الهيكيلية وعضلات القلب وكذلك المخ ويمكن ان تنقل الإصابة من الأم للجنين من خلال المشيمة.[8]
- تقوم القطط بالتغذي على العائل الوسيط حيث يتحرر الطفيل من التكيسات ويحدث التكاثر الجنسي بداخل العائل النهائي (القطط) ليقوم الطفيل بإنتاج البيوض التي تنزل مع براز القطط لتستمر دورة الحياة.[9]

## طرق الكشف
طريقة الكشف عن المرض عبارة عن وجود أضداد للمقوسات في الدم، وهي : IgG وهي تدل على أن المرض وقد وقع في يوم ما ولكنه موجود.. (IgM + IgG) والذي يدل على أن المرض موجود في الجسم في الوقت الحالي، وخلال ثلاثة أشهر، ومعرفة وجود هذه الأضداد مهم جداً لمعرفة وقت حدوث العدوى تقريباً.

## علاجه
نسبة الإصابات بداء القطط كبيرة والمصاب بهذا المرض لايشعر به الا بعد الإجهاض أوعند تحليل الدم ومدة علاجه تتراوح بين 3-6 شهور والعلاج الفعال له هو سبايروماسين، وهنالك العديد من الادوية الفعالة الأخرى مثل pirimetamine, sulfadiazine, clindamycin, trimethoprime-sulphamethoxazol, azithromycin, atovaquone, tetracycline, minocycline
كذلك يمكن إعطاء المضادات الحيوية التالية :
Spiramycin نصفه مع دواء mezym أو mezym forte أو trizym من مشتقات التتراسيكلين، الدواء الأكثر استعمالاً هو : mexocine يعالج الشكل المزمن للمرض.

## الوقاية من هذا المرض
- لو كان لديك مناعة ضعيفة بصفة عامة يتم عمل تحليل فلو ظهر أنه موجب فإن العلاج سيتم وصفه أما لو كان سالباً فيجب اتخاذ الاحتياطات اللازمة ضد المرض.
- إذا رغبت المرأة في الحمل، فيمكن إجراء تحليل فإذا ظهر أنه موجب فلا داعي للقلق، لأنها لو أصيبت به قبل الحمل بستة أشهر لايصيب المرض الجنين، ولو ظهر التحليل سالباً فيجب اتخاذ الاحتياطات اللازمة.
- إذا كانت لدى المرأة الحامل قابلية للإصابة بالمرض، فإن الطبيب المعالج سوف ينصحها بعمل التحاليل ولو كانت فرص الإصابة به قليلة فلا داعي لعمل التحليل.
- بالنسبة للنساء حديثات الحمل اللاتي يرغبن في رعاية أنفسهن فيجب عليهن استعمال قفازات في هذه الحالة عند التخلص من فضلات القطط -في حال تربيتها- ويجب أن تتخذ الاحتياطات اللازمة في حالة التعرض لفضلات القطط وتقوم بغسل أدوات الطهي بالصابون والماء الدافئ قبل الاستعمال وتستعمل الملح في غسل الخضروات فهو معقم جيد.
- عند التعامل مع اللحم من الأفضل أن ترتدي قفازات من البلاستيك وتغسل السكين والأدوات المستخدمة غسلا جيداً وتحافظ على نظافة نفسها وبيتها.
- تطبخ اللحوم جيداً حتى يختفي اللون الأحمر نهائياً.

## اقرأ أيضا
- ليستيريا
- إشريكية قولونية